# Contea di Xinyuan
La contea di Xinyuan (新源县S, Xīnyuán XiànP; in uiguro كۈنەس ناھىيىسى, Künəs Naⱨiyisi; in kazako كۇنەس اۋدانى?, Künes Awdanı), nota anche come contea di Künes, è una contea situata al centro della prefettura di Ili. Si trova nella valle attraversata dal fiume Kunges, o Künes, affluente dell'Ili.
La contea appartiene alla prefettura autonoma kazaka di Ili nella Regione autonoma uigura dello Xinjiang della Repubblica Popolare Cinese. Nel 1999 contava 282.710 abitanti.